# Душко Іванович
Душко Іванович (серб. Душко Івановіћ; 1 вересня 1957 року, Бєло-Поле,  СР Чорногорія,  СФРЮ) — югославський і чорногорський професійний баскетболіст, який грав на позиції  легкого форварда; баскетбольний тренер.

## Біографія
Душко Іванович народився 1 вересня 1957 року. Виступав за команди:
- Будучность (баскетбольний клуб) (Югославія) (1980—1987)
- Югопластіка (Югославія)(1987—1990)
- Жирона (Іспанія) (1990—1992)
- Лімож (Франція) (1992)
- Жирона (Іспанія) (1992—1993)
- Фрібур Олімпік (Швейцарія)(1993—1994, 1995—1996)

## Досягнення

### В якості гравця
- Володар Кубка європейських чемпіонів: Кубок чемпіонів ФІБА 1988/1989 | 1988/1989, Кубок чемпіонів ФІБА 1989 / 1990 | 1989/1990
- Чемпіон Чемпіонату Югославії з баскетболу: Чемпіонат Югославії з баскетболу 1987/1988, Чемпіонат Югославії з баскетболу 1988 / 1989, Чемпіонат Югославії з баскетболу 1989/1990
- Володар Кубка Югославії: Кубок Югославії з баскетболу 1989/1990

### В якості тренера
- Фіналіст Євроліги: Євроліга 2000/2001, Євроліга 2004/2005
- Володар Кубка Корача: Кубок Корача 1999/2000
- Срібний призер Єдиної ліги ВТБ: Єдина ліга ВТБ 2016/2017
- Чемпіон Чемпіонату Іспанії з баскетболу: Чемпіонат Іспанії з баскетболу 2001/2002 , Чемпіонат Іспанії по баскетболу 2009 / 2010
- Чемпіон Чемпіонату Франції з баскетболу: Чемпіонат Франції з баскетболу 1999/2000
- Чемпіон Чемпіонату Швейцарії з баскетболу: [[Чемпіонат Швейцарії з баскетболу 1996/1997 , Чемпіонат Швейцарії з баскетболу 1997/1998
- Срібний призер Чемпіонату Росії: Чемпіонат Росії з баскетболу 2016/2017
- Володар Кубка Греції: Кубок Греції з баскетболу 2014/2015
- Володар Кубка Іспанії: Кубок Іспанії з баскетболу 2001/2002, Кубок Іспанії з баскетболу 2003 / 2004, Кубок Іспанії з баскетболу 2006/2007, Кубок Іспанії з баскетболу 2008/2009
- Володар Кубка Франції: Кубок Франції з баскетболу 1999/2000
- Володар Кубка Швейцарії: Кубок Швейцарії з баскетболу 1997/1998, Кубок Швейцарії з баскетболу 1998/1999